# Olympische Winterspiele 1952/Teilnehmer (Spanien)
| Gelbes Symbol für Goldmedaillen mit stilisierten Olympischen Ringen | Graues Symbol für Silbermedaillen mit stilisierten Olympischen Ringen | Braundes Symbol für Bronzemedaillen mit stilisierten Olympischen Ringen |
| ------------------------------------------------------------------- | --------------------------------------------------------------------- | ----------------------------------------------------------------------- |
| —                                                                   | —                                                                     | —                                                                       |

Spanien nahm an den Olympischen Winterspielen 1952 in der norwegischen Hauptstadt Oslo mit vier männlichen Athleten teil.
Seit 1936 war es die dritte Teilnahme eines spanischen Teams bei Olympischen Winterspielen.

## Teilnehmer nach Sportarten

### Ski Alpin
Herren:
- Luis Arias
Slalom: ausgeschieden
Riesenslalom: 57. Platz – 3:01,5 min
Abfahrt: 53. Platz – 3:09,2 min
- Luis Molné
Slalom: ausgeschieden
Riesenslalom: 62. Platz – 3:04,9 min
- Juan Poll
Slalom: ausgeschieden
Riesenslalom: 60. Platz – 3:03,5 min
Abfahrt: 54. Platz – 3:10,1 min
- Francisco Viladomat
Slalom: ausgeschieden
Riesenslalom: 40. Platz – 2:51,6 min
Abfahrt: 37. Platz – 2:55,4 min